# Hamid ibn Sa’id
Hamid ibn Sa’id – władca (imam) Omanu w latach 1786–1792.
W walce z buntującymi się plemionami pomagała mu Brytyjska Kompania Wschodnioindyjska, co związało kraj z Wielką Brytanią i stopniowo uzależniało go od brytyjskiej pomocy.